# Mistrzostwa Polski w Łyżwiarstwie Szybkim w Wieloboju Sprinterskim 1998
17. Mistrzostwa Polski w wieloboju sprinterskim odbyły się w dniach 6-7 grudnia 1997 roku na torze Błonie w Sanoku.

## Kobiety
| Pozycja | Zawodniczka           | Klub               | 500 m | Pkt. | 1000 m | Pkt. | 500 m | Pkt. | 1000 m | Pkt. | Suma pkt. |
| ------- | --------------------- | ------------------ | ----- | ---- | ------ | ---- | ----- | ---- | ------ | ---- | --------- |
| 01 !    | Katarzyna Wójcicka    | Górnik Sanok       |       |      |        |      |       |      |        |      | 178,855   |
| 02 !    | Agnieszka Szałkiewicz | Górnik Sanok       |       |      |        |      |       |      |        |      | 182,010   |
| 03 !    | Urszula Kurbat        | SNPTT SMS Zakopane |       |      |        |      |       |      |        |      | 182,390   |

## Mężczyźni
| Pozycja | Zawodnik           | Klub                       | 500 m | Pkt. | 1000 m | Pkt. | 500 m | Pkt. | 1000 m | Pkt. | Suma pkt. |
| ------- | ------------------ | -------------------------- | ----- | ---- | ------ | ---- | ----- | ---- | ------ | ---- | --------- |
| 01 !    | Paweł Abratkiewicz | Pilica Tomaszów Mazowiecki |       |      |        |      |       |      |        |      | 152,545   |
| 02 !    | Tomasz Świst       | Podhale Nowy Targ          |       |      |        |      |       |      |        |      | 153,460   |
| 03 !    | Jacek Napora       | MKS Cuprum Lubin           |       |      |        |      |       |      |        |      | 159,410   |